# Polia argentina
Polia argentina là một loài bướm đêm trong họ Noctuidae.